# Francis Ysidro Edgeworth
Francis Ysidro Edgeworth (Edgeworthstown, 8 de febrer de 1845 – Oxford, 13 de febrer de 1926) va ser un filòsof i economista polític irlandès que va fer contribucions importants a l'estadística.

## Biografia
El seu pare era Francis Beaufort Edgeworth que es va fugar amb una noia espanyola adolescent, nascuda a Organyà, Rosa Florentina Eroles que va trobar al Museu Britànic. Per això es diu Ysidro, com a mig espanyol que era.
Edgeworth va ser una figura influent en el desenvolupament de l'economia neoclàssica i va ser el primer a aplicar certes tècniques matemàtiques per a prendre decisions individuals en economia. Desenvolupà la teoria de la utilitat introduint la corba d'indiferència i el famós Edgeworth box, que ara és familiar entre els estudiants de microeconomia. També és l'autor de la Conjectura d'Edgeworth sobre l'equilibri econòmic i en estadística de les Sèries Edgeworth.
S'han atribuït erròniament algunes aportacions a Marshall quan en realitat eren d'Edgeworth. Amb la denominada Conjectura d'Edgeworth, fou un dels precursors de la Teoria dels jocs i la idea que l'economia pot arribar a un estat d'equilibri si tots els adults (sans) estan tots amb feina va ser font d'interessants polèmiques molt fructíferes (Font: "Keynes vs Hayek" p.16)
Editor del "Economic Journal. El 1911 Keynes el succeeix com a editor.
El seu llibre més original en economia és Mathematical Psychics: An Essay on the Application of Mathematics to the Moral Sciences, publicat el 1881 que és molt difícil d'interpretar. Alfred Marshall el comentà a Mathematical Psychics:

## Publicacions de Francis Ysidro Edgeworth

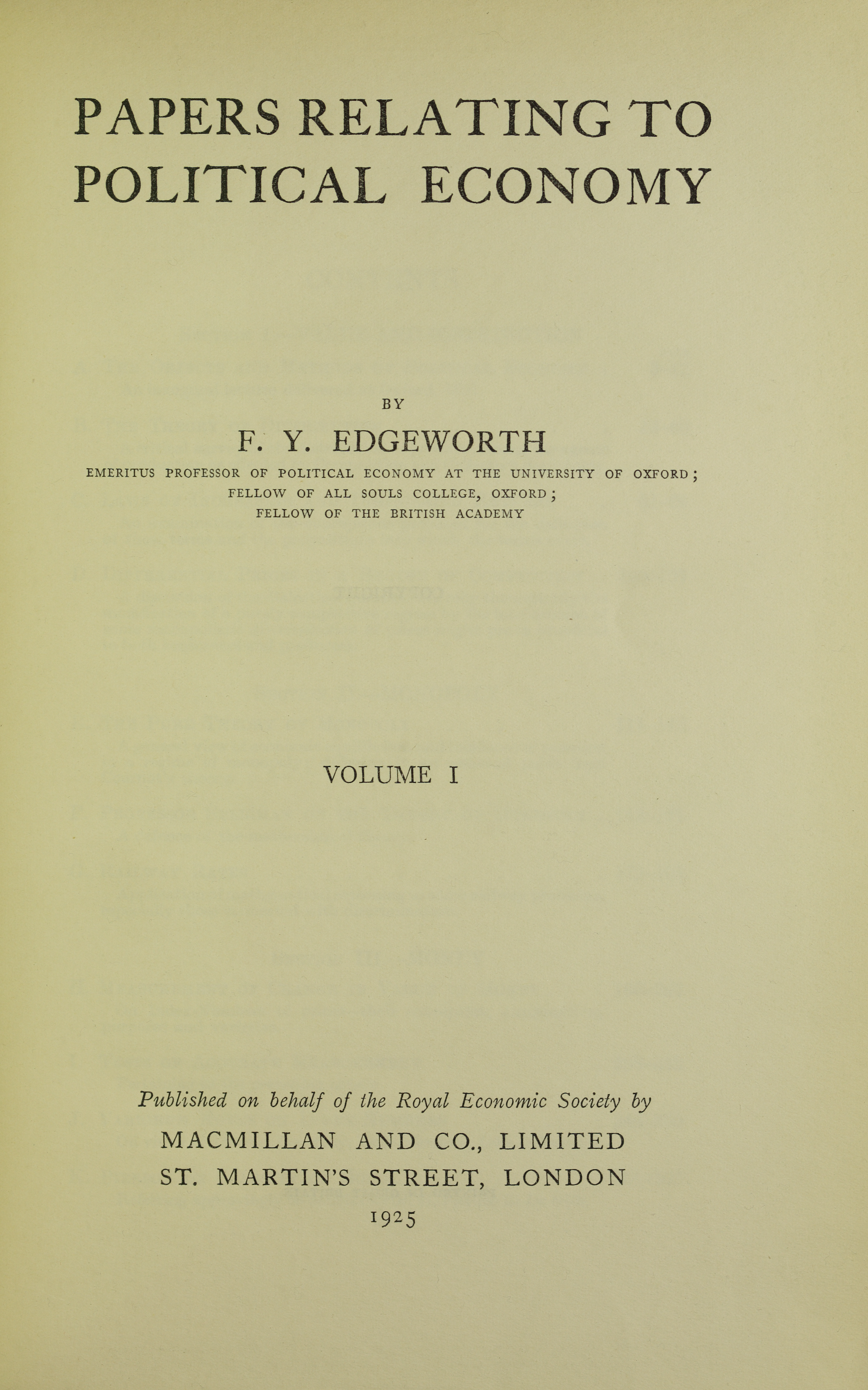
Papers relating to political economy, 1925

### Col·leccions
- F. Y. Edgeworth (1925) Papers relating to political economy 3 vols. Available online at Gallica
- Philip Mirowski (ed.)(1994). Edgeworth's Writings on Chance, Economic Hazard, and Statistics, Rowman & Littlefield.
- Charles R. McCann Jr. (ed.)(1966) F.Y. Edgeworth: Writings in Probability, Statistics and Economics, 3 vols. Cheltenham, Glos.: Elgar.
- Peter Newman (ed.) (2003) F.Y. Edgeworth : Mathematical psychics, and further papers on political economy Oxford University Press.

### Treballs individuals
- "Mr. Mathew Arnold on Bishop Butler's Doctrine of Self-Love", 1876, Mind
- New and Old Methods of Ethics, 1877.
- "The Hedonical Calculus", 1879, Mind
- Mathematical Psychics: An essay on the application of mathematics to the moral sciences, 1881.
- "Mr. Leslie Stephen on Utilitarianism", 1882, Mind
- "The Law of Error", 1883, Phil Mag
- "The Method of Least Squares", 1883, Phil Mag
- "The Physical Basis of Probability", 1883, Phil Mag
- "On the Method of Ascertaining a Change in the Value of Gold", 1883, JRSS
- "Review of Jevons's Investigations", 1884, Academy
- "The Rationale of Exchange", 1884, JRSS
- "The Philosophy of Chance", 1884, Mind
- "On the Reduction of Observations", 1884, Phil Mag
- "A Priori Probabilities", 1884, Phil Mag
- "Chance and Law", 1884, Hermathena
- "Methods of Statistics", 1885, Jubilee Volume of RSS.
- "The Calculus of Probabilities Applied to Psychic Research, I & II", 1885, 1886, Proceedings of Society for Psychic Research
- "On Methods of Ascertaining Variations in the Rate of Births, Deaths and Marriages", 1885, JRSS
- "Progressive Means", 1886, JRSS
- "The Law of Error and the Elimination of Chance", 1886 Phil Mag
- "On the Determination of the Modulus of Errors", 1886, Phil Mag
- "Problems in Probabilities", 1886, Phil Mag
- "Review of Sidgwick's Scope and Method", 1886, Academy
- "Review of Jevons's Journals", 1886, Academy
- "Four Reports by the committee investigating best method of ascertaining and measuring variations in the monetary standard", 1887, Reports of the BAAS (Parts I & 3; Part 2)
- "Observations and Statistics: An essay on the theory of errors of observation and the first principles of statistics", 1887, Transactions of Cambridge Society.
- Metretike, or the method of measuring probability and utility, 1887.
- "On Observations Relating to Several Quantities", 1887, Hermathena
- "The Law of Error", 1887, Nature
- "The Choice of Means", 1887, Phil Mag
- "On Discordant Observations", 1887, Phil Mag
- "The Empirical Proof of the Law of Error", 1887, Phil Mag
- "On a New Method of Reducing Observations Relating to Several Quantities", 1888, Phil Mag
- "New Methods of Measuring Variation in General Prices, 1888, JRSS
- "The Statistics of Examinations", 1888, JRSS
- "The Value of Authority Tested by Experiment", 1888, Mind
- "Mathematical Theory of Banking", 1888, JRSS
- "On the Application of Mathematics to Political Economy: Address of the President of Section F of the British Association for the Advancement of Science", 1889, JRSS
- "The Mathematical Theory of Political Economy: Review of Walras's Elements", 1889, Nature
- "Review of Wicksteed's Alphabet", 1889, Academy
- "Review of Bohm-Bawerk's Kapital und Kapitalismus", 1889, Academy
- "Review of Bertrand's Calcul des Probabilites", 1889, J of Education
- "Points at which Mathematical Reasoning is Applicable to Political Economy", 1889, Nature
- "Appreciation of Gold", 1889, QJE
- "The Element of Chance in Competitive Examinations", 1890, JRSS
- "Economic Science and Statistics", 1889, Nature
- "Review of Marshall's Principles", 1890, Nature
- "Review of Jevons's Pure Logic", 1890, Academy
- "Review of Walras's Elements", 1890, Academy
- "Review of Bohm-Bawerk's Capital and Interest", 1890, Academy
- "La Théorie mathématique de l'offre et de la demande et le côut de production", 1891, Revue d'Economie Politique
- "Osservazioni sulla teoria matematica dell' economica politica", 1891, GdE (trans. "On the Determinateness of Economic Equilibrium")
- "Ancora a proposito della teoria del baratto", 1891, GdE
- "Review of Ricardo's Principles", 1891, J of Education
- "Review of Keynes's Scope and Method", 1891, EJ
- "An Introductory Lecture on Political Economy", 1891, EJ
- "Review of Sidgwick's Elements of Politics", 1891, EJ
- "Review of Second Edition of Marshall's Principles", 1891, EJ
- "Mathematical Investigations in the Theory of Value and Prices," Connecticut Academy, 1892.
- "Correlated Averages", 1892, Philos Magazine
- "The Law of Error and Correlated Averages", 1892, Philos Magazine.
- "Recent Attempts to Evaluate the Amount of Coin Circulating in a Country", 1892, EJ
- "Review of Marshall's Economics of Industry", 1892, Nature
- "Review of Cantillon's Essai", 1892, EJ
- "Review of Palgrave's Dictionary", 1892, EJ
- "Review of Bohm-Bawerk's Positive Theory of Capital", 1892, EJ
- "Review of Smart's Introduction to the Theory of Value", 1892, EJ
- "Review of Dusing's Das Geschlechtverhaltniss", 1892, EJ
- "Review of Benson's Capital, Labor and Trade", 1892, EJ
- "Review of Smart's Women's Wages", 1893
- "Review of Bonar's Philosophy", 1893, Mind
- "Review of Walsh's Bimetallism", 1893, EJ
- "Review of Fisher's Mathematical Investigations", 1893, EJ
- "Professor Böhm-Bawerk on the Ultimate Standard of Value", 1894, EJ
- "One More Word on the Ultimate Standard of Value", 1894, EJ
- "Review of Wiser's Natural Value", 1894, EJ
- "Theory of International Values: Parts I, II and III", 1894, EJ
- "Recent Writings on Index Numbers", 1894, EJ
- "The Measurement of Utility by Money", 1894, EJ
- "Asymmetric Correlation between Social Phenomenon", 1894, JRSS
- Entries: "Average", "Census", "Cournot", "Curves", "Demand Curves", Difficulty of Attainment", "Distance in Time", "Error", 1894, in Palgrave, editor, Dictionary of Political Economy, Vol. 1.
- "Review of the Webbs' History of Trade Unionism", 1894, EJ
- "Review of Third Edition of Marshall's Principles", 1895, EJ
- "Mr. Pierson on the Scarcity of Gold", 1895, EJ
- "Thoughts on Monetary Reform", 1895, EJ
- "The Stationary State in Japan", 1895, EJ
- "A Defense of Index-Numbers", 1896, EJ
- "Statistics on Unprogressive Communities", 1896, JRSS
- "The Asymmetrical Probability Curve (Abstract)", 1894, Proceedings of Royal Society
- "The Asymmetrical Probability Curve", 1896, Phil Mag
- "The Compound law of Error", 1896, Phil Mag
- Entries: "Gossen", "Index Numbers", "Intrinsic Value", "Jenkin", "Jennings", "Least Squares" and "Mathematical Method", 1896, in Palgrave, editor, Dictionary of Political Economy, Vol. 2.
- "Review of Price's Money", 1896, EJ
- "Review of Nicholson's Strikes and Social Problems", 1896, EJ
- "Review of Pierson's Leerboek, Vol. 1", 1896, EJ
- "Review of Pierson's Leerkook, Vol. 2", 1897, EJ
- "Review of Bastable, Theory of International Trade", 1897, EJ
- "Review of Grazani's Istituzioni", 1897, EJ
- "La teoria pura del monopolio", 1897, GdE, (trans."The Pure Theory of Monopoly")
- "The Pure Theory of Taxation: Parts I, II and III", 1897, EJ
- "Miscellaneous Applications of the Calculus of Probabilities", Parts 1, 2, 3, 1897, 1898, JRSS
- "Review of Cournot's Recherches", 1898, EJ
- "Professor Graziani on the Mathematical Theory of Monopoly", 1898, EJ
- "Review of Darwin's Bimetallism", 1898, EJ
- "On the Representation of Statistics by Mathematical Formulae", Part 1 (1898), Parts 2, 3, 4 (1899)
- "On a Point in the Theory of International Trade", 1899, EJ
- "Review of Davidson, Bargain Theory of Wages", 1899, EJ
- "Professor Seligman on the Mathematical Method in Political Economy", 1899, EJ
- Entries: "Pareto", "Pareto's Law", "Probability", Supply Curve" and "Utility", 1899, in Palgrave, editor, Dictionary of Political Economy, Vol. 3
- "Answers to Questions by Local Taxation Commission", 1899, Reprint of Royal Commission for Local Taxation
- "The Incidence of Urban Rates, Parts I, II and III" 1900, EJ
- "Defence of Mr. Harrison's Calculation of the Rupee Circulation", 1900, EJ
- "Review of J.B. Clark's Theory of Distribution", 1900, EJ
- "Review of Smart's Taxation of Land-Values", 1900, EJ
- "Review of Bastable, Theory of International Trade (3rd edition)", 1897, EJ
- "Review of Bonar and Hollander, Letters of Ricardo", 1900, EJ
- "Mr. Walsh on the Measurement of General Exchange Value", 1901, EJ
- "Disputed Points in the Theory of International Trade", 1901, EJ
- "Review of Gide's Cooperation", 1902, EJ
- "Review of Wells's Anticipations", 1902, EJ
- "Methods of Representing Statistics of Wages and Other Groups Not *"Fulfilling the Normal Law of Error", with A.L. Bowley, 1902, JRSS
- "The Law of Error", 1902, Encycl Britannica
- "Review of Cannan's History of Theories of Production", 1903, EJ
- "Review of Bortkiewicz's Anwendungen and Pareto's Anwendungen", 1903, EJ
- "Review of Bastable's Public Finance", 1903, EJ
- "Review of Bastable's Cartels et Trusts", 1903, EJ
- "Review of Pigou's Riddle of the Tarriff", 1904, EJ
- "Review of Nicholson's Elements", 1904, EJ
- "Review of Bowley's National Progress", 1904, EJ
- "Review of Plunkett's Ireland", 1904, EJ
- "Review of Northon's Loan Credit", 1904, EJ
- "Review of Graziani's Istituzione", 1904, EJ
- "Review of Dietzel's Vergeltungzolle", 1904, EJ
- "Preface", 1904, in J.R. MacDonald, editor, Women in the Printing Trades.
- "The Theory of Distribution", 1904, QJE
- "The Law of Error", 1905, Transactions of Cambridge Society
- "Review of Nicholson's History of English Corn Laws", 1905, EJ
- "Review of Cunynghame's Geometrical Political Economy", 1905, EJ
- "Review of Carver's Theory of Distribution", 1905, EJ
- "Review of Taussig's Present Position", 1905, EJ
- "Review of Henry Sidgwick: A memoir", 1906, EJ
- "The Generalised Law of Error, or Law of Great Numbers", 1906, JRSS
- "Recent Schemes for Rating Urban Land Values", 1906, EJ
- "On the Representation of Statistical Frequency by a Series", 1907, JRSS
- "Statistical Observations on Wasps and Bees", 1907, Biometrika
- "Review of de Foville's Monnaie and Guyot's Science economique", 1907, EJ
- "Appreciations of Mathematical Theories", Parts I & II (1907), Parts III & IV (1908), EJ
- "On the Probable Errors of Frequency Constants", I, II & III (1908), Add. (1909), JRSS
- "Review of Andreades's Lecture on the Census", 1908, EJ
- "Review of Rea's Free Trade", 1908, EJ
- "Review of Withers's Meaning of Money", 1909, EJ
- "Review of Mitchell's Gold Prices", 1909, EJ
- "Review of Jevons's Investigations", 1909, EJ
- "Application du calcul des probabilités à la Statistique", 1909, Bulletin de l'Institut international de statistique
- "On the Use of the Differential Calculus in Economics to Determine Conditions of Maximum Advantage", 1909, Scientia
- "Applications of Probabilities to Economics, Parts I & II", 1910, EJ.
- "The Subjective Element in the First Principles of Taxation", 1910, QJE
- "Review of John Stuart Mill's Principles", 1910, EJ
- "Review of Colson's Cours", 1910, EJ
- "Review of J. Maurice Clark's Local Freight Discriminations", 1910, EJ
- "Review of Hammond's Railway Rate Theories", 1911, EJ
- "Probability and Expectation", 1911, Encycl Britannica
- "Monopoly and Differential Prices", 1911, EJ
- "Contributions to the Theory of Railway Rates", Part I & II (1911), Part III (1912), Part IV (1913), EJ
- "Review of Moore's Laws of Wages", 1912, EJ
- "Review of Pigou's Wealth and Welfare", 1913, EJ
- "On the Use of the Theory of Probabilities in Statistics Relating to Society", 1913, J of RSS
- "A Variant Proof of the Distribution of Velocities in a Molecular Chaos", 1913, PhilMag
- "On the Use of Analytical Geometry to Represent Certain Kinds of Statistics", Parts I-V, 1914, J of RSS
- "Recent Contributions to Mathematical Economics, I & II", 1915, EJ
- On the Relations of Political Economy to War, 1915.
- The Cost of War and ways of reducing it suggested by economic theory, 1915.
- "Economists on War: Review of Sombart, etc.", 1915, EJ
- "Review of Pigou's Economy and Finance of War", 1916, EJ
- "Review of Preziosi's La Germania alla Conquista dell' Italia", 1916, EJ
- "British Incomes and Property", 1916, EJ
- "On the Mathematical Representation of Statistical Data", Part I (1916), Parts II-IV (1917), J of RSS
- "Review of Gill's National Power and Prosperity", 1917, EJ
- "Review of Lehfeldt's Economics in Light of War", 1917, EJ
- "Some German Economic Writings about the War", 1917, EJ
- "After-War Problems: Review of Dawson at al.", 1917, EJ
- "Review of Westergaard's Scope and Methods of Statistics", 1917, JRSS
- "Review of Anderson's Value of Money", 1918, EJ
- "Review of Moulton and Phillips on Money and Banking", 1918, EJ
- "Review of Loria's Economic Causes of War", 1918, EJ
- "Review of Arias's Principii", 1918, EJ
- "Review of Smith-Gordon, Rural Reconstruction of Ireland and Russell's National Being", 1918, EJ
- "On the Value of a Mean as Calculated from a Sample", 1918, EJ
- "An Astronomer on the Law of Error", 1918, PhilMag
- Currency and Finance in Time of War, 1918.
- "The Doctrine of Index-Numbers According to Prof. Wesley Mitchell", 1918, EJ
- "Psychical Research and Statistical Method", 1919, JRSS
- "Methods of Graduating Taxes on Income and Capital", 1919, EJ
- "Review of Cannan's Money", 1919, EJ
- "Review of Andreades's Historia", 1919, EJ
- "Review of Lehfeldt's Gold Prices", 1919, EJ
- A Levy on Capital for the Discharge of the Debt, 1919.
- "Mathematical Formulae and the National Commission on Income Tax", 1920, EJ
- "On the Application of Probabilities to the Movement of Gas Molecules", Part I (1920), Part II (1922), Phil Mag
- "Entomological Statistics", 1920, Metron
- "Review of Gustav Cassel's Theory of Social Economy", 1920, EJ
- "Review of Bowley's Change in Distribution of National Income", 1920, JRSS
- "Review of the Webbs' History of Trade Unionism", 1920, EJ
- "Molecular Statistics", Part I (1921), Part II (1922), JRSS
- "On the Genesis of the Law of Eror", 1921, PhilMag
- "The Philosophy of Chance", 1922, Mind
- "The Mathematical Economics of Professor Amoroso", 1922, EJ
- "Equal Pay to Men and Women for Equal Work", 1922, EJ
- "Review of Keynes's Treatise on Probability", 1922, JRSS
- "Review of Pigou's Political Economy of War", 1922, EJ
- "Statistics of Examinations", 1923, JRSS
- "On the Use of Medians for Reducing Observations Relating to Several Quantities", 1923, Phil Mag
- "Mr. Correa Walsh on the Calculation of Index Numbers", 1923, JRSS
- "Index Numbers According to Mr. Walsh", 1923, EJ
- Women's Wages in Relation to Economic Welfare, 1923, EJ
- "Review of Marshall's Money, Credit and Commerce", 1923, EJ
- "Review of The Labour Party's Aim", 1923, EJ
- "Review of Bowley's Mathematical Groundwork", 1924, EJ
- "Review of Fisher's Economic Position of the Married Woman", 1924, EJ
- "Untried Methods of Representing Frequency", 1924, JRSS
- Papers Relating to Political Economy, 3 volumes, 1925.
- "The Plurality of Index-Numbers", 1925, EJ
- "The Element of Probability in Index-Numbers", 1925, JRSS
- "The Revised Doctrine of Marginal Social Product", 1925, EJ
- "Review of J.M. Clark's Overhead Costs", 1925, EJ.
- "mathematical method in political economy," 1926, Palgrave's Dictionary of Political Economy, reprinted in 1987, The New Palgrave: A Dictionary of Economics, v. 3.
- "Mr Rhode's Curve and the Method of Adjustment", 1926, JRSS